# Cotycuara crinita
Cotycuara crinita là một loài bọ cánh cứng trong họ Cerambycidae.